# Nabil Fekir
Nabil Fekir (em árabe: نبيل فقير; Lyon, 18 de julho de 1993) é um futebolista francês de origem argelina que atua como meio-campista. Atualmente joga no Al-Jazira, dos Emirados Árabes.

## Carreira

### Lyon
Formado pelas categorias de base do Lyon, Nabil Fekir foi promovido a equipe principal em julho de 2013. Ele tornou-se titular em sua segunda temporada, quando foi eleito o Jogador Jovem da Ligue 1 de 2014–15 pelo jornal L'Équipe. Com mais de 100 partidas disputadas pelos Les Gones, Fekir conquistou a braçadeira de capitão da equipe em 2017, após a transferência de Maxime Gonalons para a Roma.

### Betis
No dia 22 de julho de 2019, Fekir assinou por quatro temporadas com o Betis. De acordo com informações da imprensa espanhola, o Betis pagou cerca de 20 milhões de euros (84 milhões de reais) pela contratação do meio-campista. Fekir era disputado por grandes nomes do futebol inglês, principalmente o Liverpool, mas teve a transferência cancelada após problemas nos exames médicos.

### Al-Jazira
Em 30 de agosto de 2024, Fekir foi anunciado como novo reforço do Al-Jazira, dos Emirados Árabes.

## Seleção Nacional
Após ter defendido a França Sub-21 em 2014, estreou pela Seleção Francesa principal em março de 2015. Três anos depois foi convocado por Didier Deschamps e esteve presente no grupo que foi campeão da Copa do Mundo FIFA de 2018, realizada na Rússia.

## Vida pessoal
É irmão do também futebolista Yassin Fékir, que atualmente joga na Real Linense.

## Estatísticas
Atualizadas até 13 de setembro de 2020

### Clubes
| Equipe            | Temporada         | Campeonato nacional | Campeonato nacional | Copa nacional | Copa nacional | Competições continentais | Competições continentais | Outros torneios | Outros torneios | Total | Total |
| Equipe            | Temporada         | Jogos               | Gols                | Jogos         | Gols          | Jogos                    | Gols                     | Jogos           | Gols            | Jogos | Gols  |
| ----------------- | ----------------- | ------------------- | ------------------- | ------------- | ------------- | ------------------------ | ------------------------ | --------------- | --------------- | ----- | ----- |
| Lyon              | 2013–14           | 11                  | 1                   | 2             | 0             | 4                        | 0                        | –               | –               | 17    | 1     |
| Lyon              | 2014–15           | 34                  | 13                  | 3             | 2             | 2                        | 0                        | –               | –               | 39    | 15    |
| Lyon              | 2015–16           | 9                   | 4                   | –             | –             | –                        | –                        | –               | –               | 9     | 4     |
| Lyon              | 2016–17           | 32                  | 9                   | 3             | 1             | 13                       | 4                        | 1               | 0               | 49    | 14    |
| Lyon              | 2017–18           | 30                  | 18                  | 2             | 2             | 8                        | 3                        | 0               | 0               | 40    | 23    |
| Lyon              | 2018–19           | 29                  | 9                   | 3             | 0             | 6                        | 3                        | 1               | 0               | 39    | 12    |
| Lyon              | Total             | 145                 | 54                  | 13            | 5             | 33                       | 10                       | 2               | 0               | 193   | 69    |
| Betis             | 2019–20           | 32                  | 7                   | 1             | 0             | 0                        | 0                        | –               | –               | 33    | 7     |
| Betis             | 2020–21           | 1                   | 0                   | 0             | 0             | 0                        | 0                        | –               | –               | 1     | 0     |
| Betis             | Total             | 33                  | 7                   | 1             | 0             | 0                        | 0                        | –               | –               | 34    | 7     |
| Total na carreira | Total na carreira | 158                 | 61                  | 14            | 5             | 33                       | 10                       | 2               | 0               | 227   | 76    |

## Títulos
Betis
- Copa do Rei: 2021–22

Seleção Francesa
- Copa do Mundo FIFA: 2018

### Prêmios individuais
- Melhor jogador jovem da Ligue 1: 2014–15
- Equipe ideal da Ligue 1: 2014–15 e 2017–18
- Jogador do mês da Ligue 1: outubro de 2017